# Antoni Oriol i Anguera
Antoni Oriol i Anguera (Linyola, 27 de març de 1906 - Ciutat de Mèxic, abril de 1996) fou un metge català, exiliat després de la guerra civil a l'Argentina i Mèxic.

## Formació
Fill d'un metge i una mestra d'escola, el 1920 s'instal·là a Barcelona amb la seva família. El 1925 es va llicenciar en medicina a la Universitat de Barcelona. Durant els anys d'estudiant va fer amistat amb els germans Josep Badia i Capell i Miquel Badia i Capell, i amb Joan Cornudella i Barberà. Després d'exercir durant un any a Riudecanyes en substitució del seu germà, decidí dedicar-se a la investigació.
Després de casar-se a Ur (Alta Cerdanya) el 1926, el 1927 es doctorà a la Universitat de Madrid. El 1928 treballà com a ajudant de fisiologia a la càtedra d'August Pi i Sunyer a la Universitat de Saragossa. El 1929 va obtenir una beca per tal d'ampliar estudis a les universitats d'Estrasburg, París i Brussel·les.
El 1933 tornà a Catalunya i de 1934 a 1938 fou professor titular a la càtedra de bioquímica de l'Escola d'Enginyers Agrònoms de Barcelona. El mateix any fou nomenat director de l'Institut dels Sòls de Catalunya i Secretari General de la Societat d'Història Natural, filial de l'Institut d'Estudis Catalans, i el 1936 professor de bioquímica de la Facultat de Medicina de Barcelona.
Durant la guerra civil espanyola va participar en les activitats d'Estat Català i col·laborà amb la Comissaria de Propaganda de la Generalitat de Catalunya editant llibres. El 1937 fou President de l'Institut Internacional de la Ciència EDAF. També va rebre a París la medalla d'honor Madame Curie per la seva investigació contra el càncer. El 1938 fou nomenat conseller del Consell Superior d'Educació Nacional i Subsecretari del Ministeri de Salut Pública.

## Exilis i retorns
El febrer de 1939 es va exiliar a França, on va treballar al Laboratori Municipal de Tolosa de Llenguadoc i fou professor de la Universitat de Tolosa amb Emile Soula fins que fou nomenat catedràtic de fisiologia a la Universitat de París. Quan el Tercer Reich va ocupar França i la Gestapo va detenir el president de la Generalitat Lluís Companys, aquest li encarregà la vigilància i cura del seu fill que era a un sanatori de París. Convençut per Gregorio Marañón, el 1940 va tornar a Espanya amb el farmacèutic Antoni Esteve i Subirana, però res més baixar del cotxe fou arrestat. Fou depurat pel seu passat polític, no se li va permetre ensenyar a la Universitat. El 1942 fou alliberat i els seus béns embargats. Durant uns anys va treballar als Laboratoris Esteve i va ajudar a fugir a Amèrica al científic jueu Paul Sekelj. També va donar classes a l'Institut Neurològic i a l'Hospital de Sant Pau. De 1944 a 1947 també col·laborà amb la revista Ariel i el grup cultural 'Miramar.
Finalment el març de 1949 s'exilià cap a l'Argentina, on fou nomenat catedràtic de Fisiologia Humana a la Universitat de Córdoba, Argentina. El 1957 guanya per oposició la càtedra a la Universitat de Madrid, però és vetat per les autoritats franquistes. Aleshores, per instàncies d'Albert Folch i Pi, marxa a Mèxic, on fou nomenat professor de fisiologia de l'Instituto Policlínico Nacional de Mèxic. A Mèxic també fou cap del Servicio de Investigación de Fisiología y Farmacología de l'Escuela Superior de Medicina Rural, ones dedicà a la investigació i a l’antropologia. També col·laborà a la Revista de Catalunya i va donar conferències a l'Orfeó Català de Mèxic. Partidari de la llengua auxiliar internacional esperanto, a Mèxic va col·laborar activament amb el moviment esperantista mexicà.
Des del 1966 fou membre de l'Institut d'Estudis Catalans i de l'Acadèmia de Ciències Mèdiques de Catalunya i de Balears, i durant els anys setanta va signar diversos manifests a favor de la llengua catalana. Des de 1980 es dedicà a donar cursos de postgrau als estudiants de doctorat de medicina.
Partidari de la llengua auxiliar internacional esperanto, a Mèxic va col·laborar activament amb el moviment esperantista mexicà.

## Miscel·lània
El 1937 Joan Cornudella li va dedicar la seva novel·la L'últim romàntic.

## Obres
- Física de la psique (1930)
- Físico-Química Fisiológica (1932)
- Monogàmia i Poligàmia (1933)
- Guía práctica de la fisiología (1935)
- El menjar en temps de guerra(1936),
- Ciutadà: què has de fer davant la guerra aèria (1937)
- Fisiologia de los gases asfixiantes (1938)
- La lluita per la vida (1938)
- Què és la ciència del sòl (1938)
- Conceptes 1939. Assaigs.
- Verdad y mentira de Salvador Dalí (1945)
- Redescubrimiento del hombre (1945)
- Història de la tuberculosi (1946, escrit amb Josep Oriol i Anguera)
- Fisioquímica para biólogos (1953)
- José de San Martín y Matorras (1954)
- Misterio del hombre (1960)
- Tres horas con el arte maya (1967, amb Matos Moctezuma)
- Col·lagen i col·lagenosi (1969, amb Josep Laporte)
- Para entender a Marcuse (1970)
- Como envejecemos y porqué morimos (1974)
- Para entender a Picasso, abordaje antropológico del ‘genio’ (1974)
- De la muerte de la filosofía y de Dios (1974)
- Antropología del miedo, Para entender a Freud (1975)
- Guernica al desnudo (1979)
- El mexicano (1983)